# Piper griseocaule
Piper griseocaule är en pepparväxtart som beskrevs av William Trelease. Piper griseocaule ingår i släktet Piper och familjen pepparväxter. Inga underarter finns listade i Catalogue of Life.